# Protestante Digital
Protestante Digital es un diario digital con contenidos gratuitos fundado en 1993, de actualidad y opinión evangélica. Tiene su sede social y redacción central en Madrid. Su presidente es Juan Antonio Monroy y su director, desde su fundación, es Pedro Tarquis.
Según datos del portal de análisis web Alexa Internet, consultado en septiembre de 2016, Protestante Digital ocupó el lugar 10 407 en importancia en el conjunto de páginas webs de España, y el 132 587 a nivel mundial. En el mismo mes alcanzó cuatrocientas mil visitas con más de medio millón de páginas leídas (según datos de Google Analytics). Está también presente en las redes sociales, con más de 7000 seguidores en Twitter y casi 39 000 en Facebook.
Forma parte del proyecto Areópago Protestante, una iniciativa que impulsa la Alianza Evangélica Española, cuyo propósito es fomentar el encuentro y diálogo entre el protestantismo y la sociedad. Como parte de este proyecto se encuentran la versión brasileña de Protestante Digital y también la versión dirigida al público europeo de habla inglesa Evangelical Focus, contando ambas con sus propias redes sociales. Otros componentes del proyecto Areópago Protestante son el Premio Unamuno (creado en el año 2006 y de concesión anual) y publicaciones propias de la Alianza Evangélica Española.

## Historia
Protestante Digital, como proyecto, comenzó en el año 1993 bajo el nombre de GabiPress y estuvo vinculado a FEREDE, con la participación de la Alianza Evangélica Española y la revista Alternativa 2000. Los medios usados en esa temporada para difundir la información fueron tanto envíos vía fax como el posterior uso del correo electrónico como medio principal del mismo.
En el año 1997, el proyecto empezó a publicarse vía web y los contenidos fueron volcándose en internet para su consulta. De ese modo, el proyecto pasó a llamarse ICPress y posteriormente, en febrero de 2001, se creó I+CP, su página web (Imagen y Comunicación protestante), siguiendo vinculado a FEREDE.
Ambos proyectos desaparecieron en junio de 2003, al no poder consensuarse entre todas las partes integrantes del mismo una fórmula para concretarlo de manera organizada. El último número de la revista I+CP del que queda constancia, de publicación periódica, fue el 114 del 22 de julio de 2003.
La gran mayoría de los que formaban parte del equipo comenzaron casi inmediatamente una nueva etapa, con la misma visión de trabajo. Así, el 5 de septiembre de 2003, Protestante Digital hizo su aparición en la web como revista o 'magazine' de actualidad y opinión evangélica en la red. Con el tiempo ha cambiado su apariencia, su formato, su tamaño y alcance; pero no su línea original que es: “ofrecer una imagen correcta y representativa del protestantismo español e internacional, así como su visión de la sociedad y del hecho religioso”.
Desde aquel momento, la Alianza Evangélica Española, presidida en aquel momento por Pablo Martínez Vila, es la entidad que lo avala, y Juan Antonio Monroy su figura principal personal, quedando constituido Protestante Digital en dos vértices, la agencia ACPress y el magacín "Protestante Digital".
El crecimiento del proyecto ha sido continuo durante todo este tiempo, tanto en medios humanos como técnicos, creándose en el año 2006 el Premio Unamuno, en el año 2009 la actualización continua de las noticias y artículos de la web (hasta entonces el equipo tenía un descanso estival) y la transformación a principios del año 2011 en un diario, convirtiéndose en el primer diario protestante en línea (hasta entonces era un periódico con actualizaciones los martes, viernes y domingo). Este paso supone la desaparición de la agencia de noticias ACPress, pasando a formar parte de los boletines que se envían por suscripción, y la creación de una nueva web que ofrezca información cada día; que, sin renunciar a la opinión y al análisis, pudiera estar informando cada mañana a sus lectores de lo que sucede en el mundo desde la perspectiva propia.
En el año 2013, Protestante Digital es una de las web de referencia para el mundo protestante global. También en ese año, renuncian a cualquier subvención pública, en consonancia con la decisión de la Alianza Evangélica Española. Desde entonces sus gastos (con un gran número de voluntarios) se costea a través de ingresos por publicidad y con entidades y personas que apoyan el proyecto con donativos.
En 2018, Areópago Protestante, entidad que auspicia a la revista, se reestructura, quedando Pedro Tarquis como director general de Areópago Protestante y Daniel Hofkamp como director de Protestante Digital.
También en agosto de este mismo año, Protestante Digital recibe el "Premio Águila", otorgado por Expolit (la convención cristiana más grande de habla hispana) en la categoría "Mejor portal de noticias".

## Equipo de trabajo

### Comité de referencia
Junta Directiva de Areópago Protestante y Alianza Evangélica Española

### Dirección
- Presidente: Juan Antonio Monroy.
- Director: Daniel Hofkamp.
- Director técnico: Enrique García.

### Equipo de redacción
| - Joel Forster. - Verónica Rossato. | - Jacqueline Alencar. - Jonatán Soriano. - Gabriela Pérez. |

### Columnistas
| - José de Segovia Barrón - Juan Simarro - Juan Antonio Monroy - Wenceslao Calvo - Manuel de León | - Isabel Pavón - César Vidal - Yolanda Tamayo - Jaime Fernández | - Alfredo Pérez Alencart - Noa Alarcón - Samuel Escobar - Jaume Llenas |

### Otras áreas y equipo técnico
- Defensor del lector: Daniel Pujol Fernández
- Coordinadores de áreas: Daniel Oval (XtremoJoven), Marcos Zapata (+QFamilia), Febe Jordá (Tu Blog).
- Webmasters: Héctor Rivas, Marina Acuña.
- Traducción: Rosa Gubianas, Noa Alarcón, Joana Morales, Patricia Bares, Cristina Rovirola.
- Programación: Claudenir Martínes, Manuel Jorge Martínez.
- Publicidad: Rose Lojas.

## Premio Unamuno
El Premio “Unamuno, amigo de los protestantes” fue creado y entregado por vez primera en 2006 para distinguir cada año a una institución o persona de la vida social o política española que, sin ser de confesión protestante, haya tenido algún aspecto destacado que haya supuesto un trato en favor de la pluralidad y, por ello, de la convivencia en normalidad de los españoles; de los protestantes en especial y de todos los ciudadanos en general.
El nombre de este Premio fue elegido en recuerdo de la amistad del genial vasco-salmantino Miguel de Unamuno con el pastor protestante de Salamanca Atilano Coco, al que intentó inútilmente librar de ser fusilado por Francisco Franco. El famoso discurso “Vencer no es convencer” lo garabateó Unamuno en el sobre de la carta en la que la mujer de Atilano le comunicaba lo inútil de su mediación, y que le llevó ante Millán Astray.
La familia de Unamuno, consultada antes de dar nombre al Premio, recordó este hecho como vital en la vida de D. Miguel y que aún conserva el sobre en su poder.

### Candidaturas
| - Año 2006: Henar Corbi - Año 2007: Redacción del periódico El País - Año 2008:Eva Díaz Pérez - Año 2009: José Manuel Vidal (editor de Religión Digital) | - Año 2010: Francisco Ruiz de Pablos (Doctor en Filosofía y Ciencias de la Educación, Catedrático de Latín en Ávila y Traductor Intérprete Jurado). - Año 2011: Universidad de Las Palmas de Gran Canaria (recogido por el Rector de la Universidad). - Año 2012: Pilar Fernández Labrador (Concejala de Relaciones Institucionales del Ayuntamiento de Salamanca) - Año 2013: Alberto Ruiz-Gallardón (en calidad de Ministro de Justicia) | - Año 2014: Miguel Elías (pintor) - Año 2015: José_María_Calviño, abogado y exdirector de Televisión Española - Año 2016: Antonio Muñoz Molina, escritor y académico de la Real Academia Española |

### Críticas al premio
Algunos medios no protestantes acusan a Protestante Digital de haberse apropiado del nombre de Unamuno para realizar las entregas del Premio, indicando que manipulan al personaje y a sus textos.